# Polyosma
Polyosma ist die eine Pflanzengattung in der Familie der Escalloniaceae. Die Polyosma-Arten kommen im östlichen Himalaya und vom südlichen China bis ins nordöstliche Australien und Neukaledonien vor. Die Gattung umfasst etwa 60 Arten.

## Beschreibung
Die Polyosma-Arten sind Sträucher oder Bäume. Die gegenständigen, gestielten, einfachen Laubblätter besitzen einen glatten oder gezähnten Blattrand. Die Blätter verfärben sich schwarz beim Trocknen. Nebenblätter fehlen.
Es werden endständige, traubige Blütenstände gebildet. Die duftenden, zwittrigen, radiärsymmetrischen Blüten sind vierzählig. Die vier verwachsenen Kelchblätter sind lange haltbar. Die vier Kronblätter sind röhrig verwachsen und gelblich-weiß oder grün. Es ist nur ein Kreis mit vier freien Staubblättern vorhanden; die Staubfäden sind behaart. Der Fruchtknoten ist unterständig. Sie bilden einsamige Beeren.

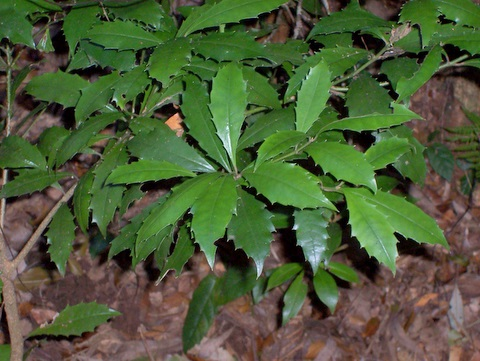
Polyosma cunninghamii

## Arten (Auswahl)
Die Gattung Polyosma umfasst etwa 60 Arten:
- Polyosma alzapanensis Schulze-Menz: Heimat ist in den Philippinen die Provinz Nueva Vizcaya.
- Polyosma amygdaloides Reeder: Die Heimat ist die indonesische Provinz in West-Papua: Papua.
- Polyosma aulocarpa Gagnepain: Die Heimat ist Vietnam.
- Polyosma blaoensis O.Lecompte: Die Heimat ist Vietnam.
- Polyosma brachyantha Merrill: Die Heimat ist in Indonesien: Maluku.
- Polyosma cambodiana Gagnepain: Die Heimat sind Kambodscha, Thailand, Vietnam und die chinesischen Provinzen Guangdong, Guangxi, Hainan und südliches Yunnan.
- Polyosma cunninghamii Benn.: Die Heimat ist das australische New South Wales und Queensland.
- Polyosma cyanea Elmer: Die Heimat ist in den Philippinen die Provinz Agusan del Norte.
- Polyosma dolichocarpa Merrill: Die Heimat ist Vietnam.
- Polyosma gitingensis Elmer: Die Heimat ist in den Philippinen die Provinz Romblon.
- Polyosma heliciiformis Kanehira & Hatusima: Die Heimat ist die indonesische Provinz in West-Papua: Papua.
- Polyosma ilicifolia Blume: Die Heimat ist Indonesien. Es gibt zwei Varietäten:
  - Polyosma ilicifolia Blume var. ilicifolia
  - Polyosma ilicifolia Blume var. minor Blume
- Polyosma induta Reeder: Die Heimat ist die indonesische Provinz in West-Papua: Papua.
- Polyosma integrifolia Blume: Die Heimat ist Indonesien.
- Polyosma kingiana Schlechter: Die Heimat ist Malaysia.
- Polyosma laetevirens Griffith ex King: Die Heimat ist Malaysia.
- Polyosma longepedicellata King: Die Heimat ist Indonesien.
- Polyosma longipetiolata Merrill: Die Heimat ist in den Philippinen die Provinz Ilocos Norte.
- Polyosma mucronata Reeder: Die Heimat ist das zentrale Papua-Neuguinea.
- Polyosma mutabilis Blume: Die Heimat ist Indonesien.
- Polyosma occulta Reeder: Die Heimat ist das zentrale Papua-Neuguinea.
- Polyosma oligantha Reeder: Die Heimat ist die indonesische Provinz in West-Papua: Papua.
- Polyosma oligodonta Merrill: Die Heimat ist Indonesien.
- Polyosma penibukanensis Heine: Die Heimat ist Malaysia: Sabah
- Polyosma pisocarpa Ridley: Die Heimat ist Malaysia: Sarawak
- Polyosma podophylla Schlechter: Die Heimat ist Neukaledonien.
- Polyosma pseudocoriacea Schulze-Menz: Die Heimat ist Sabah.
- Polyosma sorsogonensis Elmer: Die Heimat ist in den Philippinen die Provinz Sorsogon.
- Polyosma trimeniifolia Kanehira & Hatusima: Die Heimat ist die indonesische Provinz in West-Papua: Papua.
- Polyosma urdanetensis Elmer: Die Heimat ist in den Philippinen die Provinz Agusan del Norte.
- Polyosma velutina Blume: Die Heimat ist Indonesien.
- Polyosma villosa Merrill: Die Heimat ist in den Philippinen die Provinz Ilocos Norte.
- Polyosma vochysioides Reeder: Die Heimat ist die indonesische Provinz in West-Papua: Papua.